# Rosa Bové i Subirós
Rosa Bové i Subirós (Barcelona, 7 d'agost de 1950 - Badalona, 29 de desembre de 2022) va ser una empresària i activista social catalana.
Va ser una destacada activista social en favor del dret i l’accessibilitat de les persones amb mobilitat reduïda, com a presidenta de la plataforma badalonina Deixem de Ser Invisibles.
També va ser cabdal en el desenvolupament i creixement de l'Escola Arrels-Esperança de Badalona. El 1998 va reemplaçar el seu marit Joan Masó com a directora de les escoles Blanquerna, Esperança i Betsaida, càrrec que assumí fins a l'any 2015, quan la rellevà el seu fill Joan Masó i Bové.
En el mes de març de 2023, pocs mesos després de la seva mort, el ple de l'Ajuntament de Badalona va aprovar la denominació «Plaça Rosa Bové» a una plaça de nova creació al carrer Progrés, al barri de Gorg. Durant la gala dels premis «Trencant Invisibilitats 2024» va rebre el premi honorífic, a títol pòstum, per defensar «els drets i l'accessibilitat per a les persones amb mobilitat reduïda» com a presidenta de la Plataforma Badalona Deixem de Ser Invisibles i PAM Badalona.